# Campeonato Intercontinental de Peso Welter de IWRG

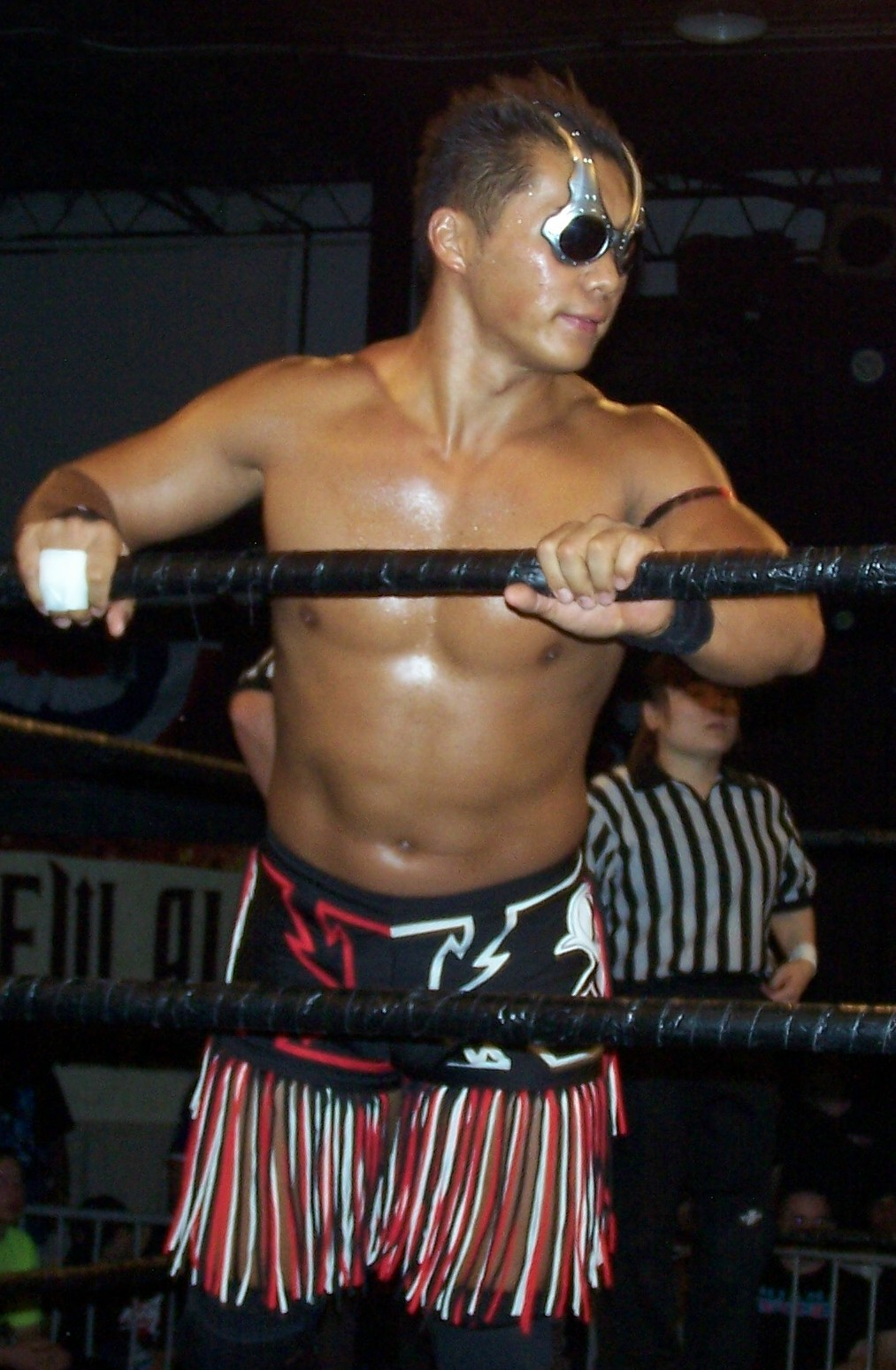
CIMA, dos veces campeón.

El Campeonato Intercontinental de Peso Wélter de la IWRG (IWRG Intercontinental Welterweight Championship en inglés) es un campeonato de lucha libre profesional dentro del Grupo Internacional Revolución (IWRG).
Actual campeón Caballero de Plata

## Campeón actual
El actual campeón es Jessy Ventura quien derrotó a Cerebro Negro el 21 de noviembre de 2021 en la Arena Naucalpan de Naucalpan, Estado de México. Siendo así el primer exótico en obtener esta presea.

## Lista de campeones
| Luchador:                    | Reinado N°: | Derrotó a:                       | Fecha:                  | Show o evento:                      |
| ---------------------------- | ----------- | -------------------------------- | ----------------------- | ----------------------------------- |
| Dr. Cerebro                  | 1           | Shiima Nobunaga                  | 1 de marzo de 1998      | House Show                          |
| Shiima Nobunaga              | 1           | Dr. Cerebro                      | 13 de diciembre de 1998 | House Show                          |
| Último Vampiro               | 1           | Shiima Nobunaga                  | 6 de junio de 1999      | House Show                          |
| Dr. Cerebro                  | 2           | Último Vampiro                   | 11 de mayo de 2000      | House Show                          |
| Ciclón Ramírez               | 1           | Dr. Cerebro                      | 29 de junio de 2000     | House Show                          |
| Dr. Cerebro                  | 3           | Ciclón Ramírez                   | 13 de agosto de 2000    | House Show                          |
| Cerebro Negro                | 1           | Dr. Cerebro                      | 10 de octubre de 2002   | House Show                          |
| Fantasy                      | 1           | Cerebro Negro                    | 27 de octubre de 2002   | House Show                          |
| Cerebro Negro                | 2           | Fantasy                          | 24 de agosto de 2003    | House Show                          |
| Avisman                      | 1           | Cerebro Negro                    | 7 de diciembre de 2003  | House Show                          |
| Cerebro Negro                | 3           | Avisman                          | 17 de abril de 2005     | House Show                          |
| Avisman                      | 2           | Cerebro Negro                    | 24 de abril de 2005     | House Show                          |
| Fantasma de la Ópera         | 1           | Avisman                          | 5 de febrero de 2006    | House Show                          |
| Panterita                    | 1           | Fantasma de la Ópera             | 30 de julio de 2006     | House Show                          |
| Cerebro Negro                | 4           | Panterita                        | 25 de febrero de 2007   | House Show                          |
| Fantasma de la Ópera         | 2           | Cerebro Negro                    | 18 de marzo de 2007     | House Show                          |
| Black Terry                  | 1           | Fantasma de la Ópera             | 19 de julio de 2007     | House Show                          |
| Cerebro Negro                | 5           | Black Terry                      | 21 de octubre de 2007   | House Show                          |
| Fantasma de la Ópera         | 3           | Cerebro Negro                    | 1 de noviembre de 2007  | House Show                          |
| Black Terry                  | 2           | Fantasma de la Ópera             | 16 de diciembre de 2007 | House Show                          |
| Multifacético                | 1           | Black Terry                      | 23 de marzo de 2008     | House Show                          |
| Fuerza Guerrera              | 1           | Multifacético                    | 29 de mayo de 2008      | House Show                          |
| Black Terry                  | 3           | Fuerza Guerrera                  | 7 de septiembre de 2008 | House Show                          |
| Fuerza Guerrera              | 2           | Black Terry                      | 16 de noviembre de 2008 | House Show                          |
| Dr. Cerebro                  | 4           | Fuerza Guerrera                  | 23 de mayo de 2010      | House Show                          |
| CIMA Antes "Shiima Nobunaga" | 2           | Dr. Cerebro                      | 6 de junio de 2010      | House Show                          |
| Vacante                      | N/A         | CIMA se fue a Japón y no volvió. | 28 de agosto de 2011    | N/A                                 |
| Golden Magic                 | 1           | Bestia 666                       | 8 de septiembre de 2011 | House Show                          |
| Eterno                       | 1           | Golden Magic                     | 22 de diciembre de 2011 | Aniversario de Arena Naucalpan      |
| Dinamic Black                | 1           | Eterno                           | 24 de febrero de 2012   | Sunday Night IWRG                   |
| Carta Brava jr               | 1           | Dinamic Black                    | 1 de agosto de 2012     | IWRG por AYM Sports                 |
| Golden Magic                 | 2           | Carta Brava jr                   | 3 de noviembre de 2012  | Castillo Del Terror                 |
| Canis Lupus                  | 1           | Golden Magic                     | 14 de noviembre de 2014 | IWRG por AYM Sports                 |
| Cerebro Negro                | 6           | "Eliminatoria"                   | Marzo de 2016           | Grupo Internacional Revolución IWRG |
| Jessy Ventura                | 1           | Cerebro Negro                    | 21 de noviembre de 2021 | Torneo Suprema de Más Lucha         |
| Tonalli                      | 1           | Jessy Ventura                    | 25 de diciembre de 2022 | Ruleta De La Murte                  |
| Dr. Cerebro Jr.              | 1           | Tonalli                          | 1 de enero de 2024      | Guerreros De Acero                  |

## Reinados más largos
| Luchador        | Días | Fecha en que ganó       | Fecha en que perdió     | Notas              |
| --------------- | ---- | ----------------------- | ----------------------- | ------------------ |
| Dr. Cerebro     | 788  | 13 de agosto de 2000    | 10 de octubre de 2002   | Su tercer reinado  |
| Golden Magic    | 741  | 3 de noviembre de 2012  | 14 de noviembre de 2014 | Su segundo reinado |
| Fuerza Guerrera | 554  | 16 de noviembre de 2008 | 23 de mayo de 2010      | Su segundo reinado |
| Avisman         | 497  | 7 de diciembre de 2003  | 17 de abril de 2005     | Su primer reinado  |
| CIMA            | 448  | 6 de junio de 2010      | 28 de agosto de 2011    | Su primer reinado  |

|

## Mayor cantidad de reinados
- 5 veces: Cerebro Negro.
- 4 veces: Dr. Cerebro.
- 3 veces: Black Terry & Fantasma de la Ópera.
- 2 veces: Avisman, CIMA, Fuerza Guerrera & Golden Magic